# Położna (film 2020)
Położna – polski film dokumentalny z 2020 roku w reżyserii Marii Stachurskiej, współreżyserowany przez Piotra Stachurskiego o Stanisławie Leszczyńskiej, położnej osadzonej w obozie Auschwitz-Birkenau.

## Produkcja
Pierwowzorem dla scenariusza były losy Stanisławy Leszczyńskiej. Autorką scenariusza była Maria Stachurska, która wyreżyserowała obraz, przy współpracy Piotra Stachurskiego. Autorem zdjęć był Paweł Sobczyk. Za scenografię i kostiumy odpowiadał Piotr Stachurski, przy współpracy z Dominikiem Mickiewiczem, Paulą Adryańczyk i Joanny Siwy. Muzykę do filmu skomponował Michał Lorenc. Za dźwięk odpowiadał Piotr Pliszka. Za charakteryzację odpowiadały Paula Adryańczyk i Joanna Siwy. Za kierownictwo produkcji odpowiadały Victoria Ogneva i Tatiana Matysiak. Producentkami były: Magdalena Borowiec, Tatiana Matysiak, Victoria Ogneva oraz Daria Zienowicz. Film wyprodukowało Square Film Studio, w koprodukcji z: Narodowym Centrum Kultury, Telewizją Polską, EC1 Łódź - Miasto Kultury oraz DI Factory. Film zmontowali: Wojciech Janas, Marcin Skoczylas i Weronika Pliszka. Produkcja filmu została współfinansowana przez: Polski Instytut Sztuki Filmowej i Ministerstwo Kultury i Dziedzictwa Narodowego.

## Tematyka
Autorzy dokumentu przedstawili postać Stanisławy Leszczyńskiej, akuszerki, która pomagała Żydom z łódzkiego getta. Zatrzymana przez władze niemieckie, została osadzona w obozie koncentracyjnym Auschwitz-Birkenau, gdzie ratowała noworodki. W filmie ukazano relacje i archiwalne materiały.

## Obsada
W roli lektorek wystąpiły:
- Danuta Stenka
- Hanna Wrycza-Kurkowska
- Monika Małachowska
- Anna Normank
- Maria Stachurska

## Nagrody
Dokument został nagrodzony podczas Ogólnopolskiego Festiwalu Filmowego „Niepokorni, Niezłomni, Wyklęci” w Gdyni w 2022 roku, otrzymując „Złoty opornik” w Konkursie Filmów Polskich.